# HPD Željezničar (Zagreb)
Hrvatsko planinarsko društvo "Željezničar" iz Zagreba osnovano je 1950. godine. 
Članovi društva obišli su sve hrvatske i brojne planine širom Europe, a popeli su se i na mnoge od najpoznatijih vrhova svijeta. 
Društvo je poznato u svjetskim razmjerima po svojim speleološkim uspjesima. Surađuju s planinarskim društvima širom Hrvatske, a posebno s PD Željezničar iz Gospića i PD Željezničar iz Moravica, kao i sa željezničarskim planinarskim društvima iz Ljubljane, Maribora i Celja u Sloveniji. 
Društvo održava tri godišnja planinarska pohoda u Samoborskom gorju: 
- Dragojlinom stazom na Okić
- Pohod na Oštrc
- Noćni pohod na Oštrc

Sekcije i odsjeci:
- Sekcija društvenih izleta
- Sekcija visokogorskog planinarenja
- Speleološki odsjek
- Alpinistički odsjek

## Vanjske poveznice
- Službene mrežne stranice